# Franciszek Danielak

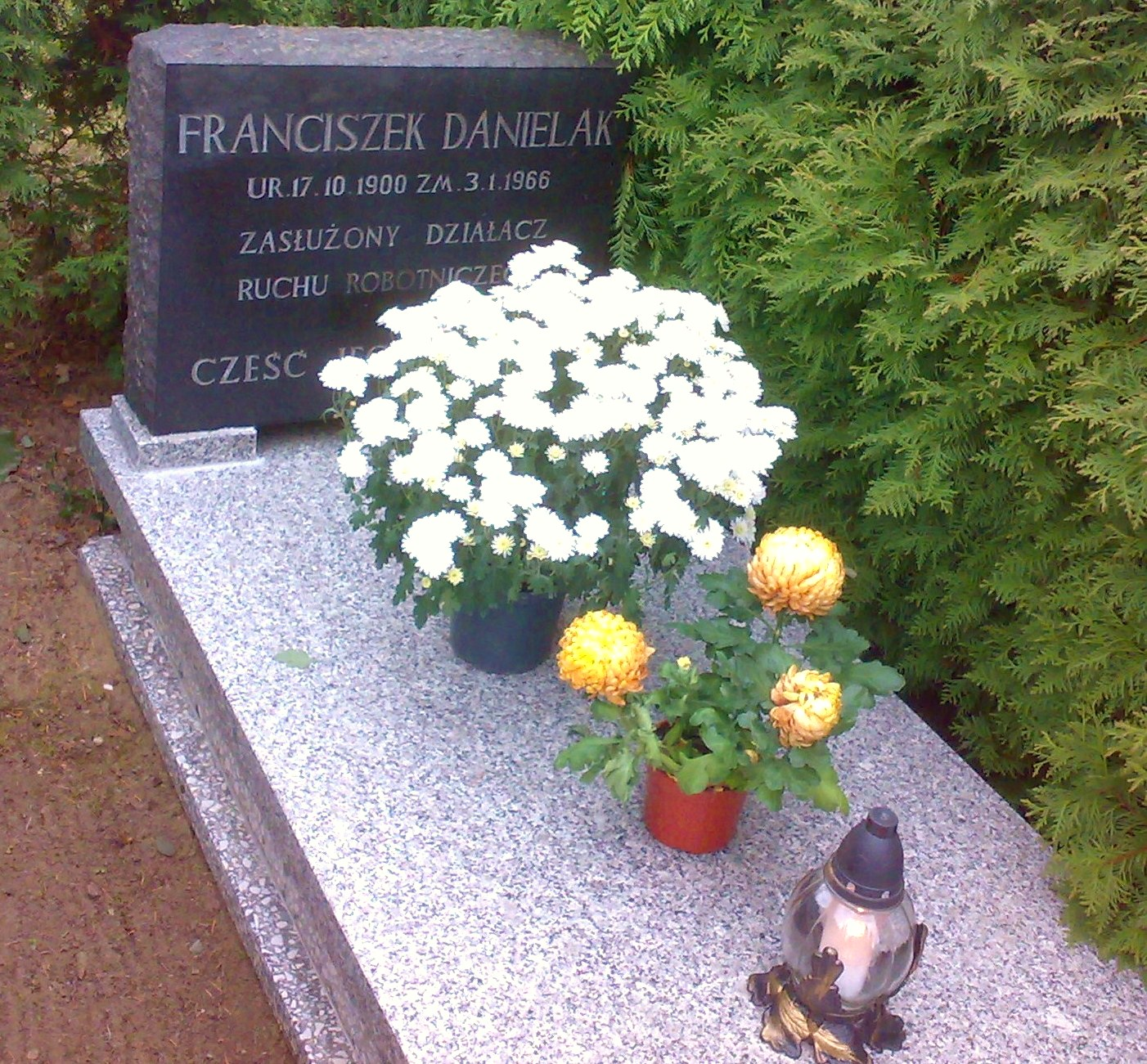
Grób Franciszka Danielaka na Cmentarzu Junikowskim

Franciszek Danielak (ur. 17 października 1900 w Łagiewnikach, zm. 3 stycznia 1966 w Poznaniu) – działacz komunistyczny związany z Poznaniem, organizator milicji proletariackiej (zbrojnego ramienia PPR w mieście), I sekretarz Komitetu Miejskiego PPR w 1945.

## Życiorys
Urodzony w rodzinie małorolnych chłopów pod Kościanem (syn Stanisława i Marii z domu Gmerek), brat Jana i Stanisława, również działaczy komunistycznych. Brał udział w walkach powstania wielkopolskiego, m.in. w zdobywaniu lotniska Ławica, czy w walkach o Szubin. W 1920 ciężko ranny w nogę w wojnie polsko-sowieckiej – został inwalidą wojennym. W 1924 zamieszkał w Poznaniu. Zdobył zawód siodlarza-tapicera. Pod wpływem sekretarza poznańskiego oddziału Związku Zawodowego Robotników Przemysłu Skórzanego Józefa Paszty wstąpił do tego Związku, a pod koniec 1926 do KPP. Był m.in. sekretarzem poznańskiego komitetu Międzynarodowej Organizacji Pomocy Rewolucjonistom (MOPR), sekretarzem okręgowym PPS-Lewicy i członkiem władz centralnych tej partii. Jednocześnie kierował kolportażem Komitetu Miejskiego (KM) KPP. W 1930 skazany za tę działalność na więzienie (do 1932). W latach 1932–1939 bezrobotny. Prowadził lewicową działalność agitacyjną wśród poznańskich bezrobotnych, brał udział w demonstracjach ulicznych, za co został ponownie uwięziony (1935). Od 1932 był członkiem Komitetu Okręgowego (KO) KPP w Poznaniu. W 1936 brał udział w pertraktacjach zjednoczeniowych między KPP a PPS, za co został skazany po raz kolejny, tym razem na cztery lata ciężkiego więzienia. Przebywał w zakładach w Koronowie, Wronkach i Kaliszu aż do wybuchu II wojny światowej. W latach wojennych w podziemnej organizacji Świt (ulotki, sabotaż). W 1942 aresztowany. Przebywał m.in. w Forcie VII, twierdzy Zwickau, w Lipsku, Rawiczu i Miejskiej Górce. Z tego ostatniego więzienia zbiegł podczas procesu ewakuacyjnego 25 stycznia 1945.
Po wojnie od razu wrócił do Poznania, gdzie zorganizował pierwsze oddziały milicji proletariackiej (jednej z kilku formacji milicyjnych działających w Poznaniu jeszcze w okresie walk z Niemcami, inną była np. Milicja Polska z Łazarza), a także pierwszy Komitet Miejski PPR. Aktywnie uczestniczył w pierwszych wiecach organizacyjnych ludności miasta w styczniu i lutym 1945, czyli częściowo jeszcze przed całkowitym opuszczeniem miasta przez Niemców. Do grudnia 1945 był pierwszym sekretarzem Komitetu Miejskiego PPR. Potem pracował jako sekretarz komitetu partyjnego w Urzędzie Bezpieczeństwa (1946–1947), sekretarz Komitetu Dzielnicowego Poznań-Śródmieście, a potem też Śródka i Starołęka. Od 1951 prezes Spółdzielni Pracy Wzór. Na emeryturę przeszedł w 1956. Pochowany w Alei Zasłużonych na Cmentarzu Junikowskim (AZ-L-31). Był odznaczony m.in. Krzyżem Komandorskim Orderu Odrodzenia Polski.
Był mężem Bronisławy z d. Myszor (zm. 1974), z którą miał trójkę dzieci.

## Upamiętnienie
Imię Franciszka Danielaka nosiła obecna ulica Józefa Hallera na Kopaninie w Poznaniu, odchodząca od ul. Głogowskiej. Nazwę zmieniono Uchwałą nr XCVIII/573/94 Rady Miasta Poznania z 18 stycznia 1994.